# Severní Savo
Severní Savo je jedna z 19 finských provincií. Nachází se na východní části státu. Sousedí s kraji Kainuu, Severní Karélie, Jižní Savo, Severní Pohjanmaa a Střední Finsko. Správním střediskem je město Kuopio. Nejvyšším bodem regionu je Maaselänmäki o nadmořské výšce 318 m n. m. Stejně jako další finské provincie, má i Severní Savo určené své symboly z ptačí říše, flóry, zvířat, ryb a hornin. Jsou jimi potáplice severní, jeřáb ptačí, los evropský, síh malý a apatit.

## Obce
V roce 2021 se provincie skládala z 19 obcí (finsky kunta). Obce byly seskupeny do pěti okresů (tzv. seutukunta). 5 obcí mělo status města (napsané tučným písmem).
- Iisalmi
- Joroinen
- Kaavi
- Keitele
- Kiuruvesi
- Kuopio
- Lapinlahti
- Leppävirta
- Pielavesi
- Rautalampi
- Rautavaara
- Siilinjärvi
- Sonkajärvi
- Suonenjoki
- Tervo
- Tuusniemi
- Varkaus
- Vesanto
- Vieremä